# Боевой дробовик
Боевой дробовик, Ружьё — класс индивидуального гладкоствольного стрелкового оружия для ведения огня на коротких дистанциях. 
«Дробовик» несмотря на кажущуюся архаичность, получил широкое распространение для военного и полицейского применения в связи с высокой эффективностью поражения быстро движущихся целей в условиях скоротечного ближнего боя.

## Специфика применения
В настоящее время гладкоствольное вооружение различных типов повсеместно эксплуатируется многими силовыми подразделениями планеты и находит своё применение для решения широкого класса задач. Как правило, его тактическую нишу определяет обширная номенклатура доступных боеприпасов, включающая обычные и резиновые пули, картечь, дробь, патроны со слезоточивым газом, фугасные, осколочно-фугасные, светошумовые выстрелы и т. д. Дополнительную гибкость придаёт возможность установки разнообразных дульных насадок, которые позволяют прицельным выстрелом забросить в нужное место штурмовую кошку, винтовочную гранату, подслушивающий прибор и т. д.
По современным представлениям западных экспертов, благодаря большому выбору боеприпасов нелетального действия основной специализацией гладкоствольного оружия является область противодействия массовым беспорядкам. При ведении уличных боёв и специальных операций дробовик на удивление удобен для обеспечения быстрого проникновения штурмовой группы в замкнутое помещение путём оперативного выбивания замков и запоров в дверных проёмах. Для этих целей ряд производителей предлагает широкий спектр специальных боеприпасов (см., например, патрон с разделённым пороховым зарядом). В условиях скоротечного огневого контакта в ближнем бою для передового бойца штурмовой группы считается целесообразным использовать именно дробовое оружие, чтобы иметь возможность на короткой дистанции если не уничтожить, то хотя бы — не целясь с очень высокой долей вероятности вывести противника из строя. Также отмечается, что при освобождении заложников использование дробовика в тесном замкнутом пространстве может быть не менее точным и выборочным, чем огонь из штатных пистолетов-пулемётов, гарантируя при этом значительно меньшие шансы нежелательного запреградного действия боеприпасов. Помимо этого, некоторые эксперты предполагают, что в условиях традиционных боевых действий дробовое гладкоствольное оружие может быть эффективным и недорогим средством для борьбы с малогабаритными тактическими БПЛА разведки и наблюдения.
К недостаткам боевых ружей относят невысокую прицельную дальность (около 50 метров дробью и 75 метров пулей), небольшую ёмкость магазина, громоздкость, невозможность оснащения глушителями, значительный вес боекомплекта и низкую скорость перезарядки. Несмотря на попытки преодолеть основные проблемы путём разработки целого ряда автоматических боевых образцов (см. USAS-12, AA-12, Pancor Jackhammer и др.) ни одно спецподразделение мира так и не приняло эти системы на вооружение (хотя их производители и заявляют обратное).

## История
Боевой дробовик ведёт свою историю от мушкетона.Современная концепция применения подобного оружия была выработана в период Первой мировой войны, когда американские экспедиционные силы начали применять короткоствольные шестизарядные помповые дробовики со штыком в окопной войне, благодаря очень высокой вероятности поражения противника зарядом дроби на небольшом расстоянии.
Дробовик оказался также удобным при ведении уличных боёв. Примером может служить событие 27 сентября 1918, когда сержант Фред Ллойд, вооружённый окопным ружьём Winchester Model 1897, в одиночку отбил захваченную немцами французскую деревню, обратив в бегство 30 немецких солдат.
Немецкая армия пыталась противодействовать легальным путём, объявив дробовики не соответствующим Гаагской конвенции и пообещав расстреливать каждого обладателя дробовика, но не реализовала свою угрозу, когда американцы пообещали аналогичные репрессии в отношении немецких пленных.

## Боеприпасы
Боевое гладкоствольное оружие в подавляющем большинстве использует специальные патроны, хоть и созданные на базе обычных охотничьих, но не совместимые с охотничьим оружием, по требованиям законодательства. Практически повсеместное распространение получили патроны «магнум» 12-го калибра (с гильзой 76 мм) ввиду того факта, что более мощный 10-й калибр имеет чудовищную отдачу, ограничивает ёмкость магазина и сильно усложняет конструирование многозарядных систем, а более слабый, 20-й калибр не обеспечивает приемлемого останавливающего действия. Снаряжение патронов — крупнокалиберная дробь/картечь (типа 00), стержневая (флешетты) дробь или специальные пули. Многообещающие результаты были получены при использовании патронов с комбинированными поражающими элементами, например, во время войны во Вьетнаме высокая эффективность была продемонстрирована смесью 8-мм картечи и 3,25-мм дроби. Также могут использоваться и обычные охотничьи патроны с гильзой 70 мм, чья энергия, впрочем, часто бывает недостаточна, чтобы привести в действие механизм перезарядки в автоматических и полуавтоматических ружьях.

## Подствольный дробовик
Короткий дробовик как подствольное огнестрельное оружие используется как для поражения живой силы противника, так и в других целях — нелетальное воздействие, вышибание дверей (за что в США его прозвали Masterkey). Может быть одно- или малозарядным (например, иметь магазин на 3 патрона). Применяется в основном полицейскими и специальными подразделениями.

### MAUL
С 2008 года поступали сообщения о разработке в США новых моделей подствольных дробовиков.
Так, модель MAUL, контракт на создание которой заключён с коммерческой компанией, предназначена для установки на штурмовые винтовки М16 и М4. Она весит около 1,2 килограмма и имеет 12-й калибр, причём огонь может вестись боеприпасами разной поражающей силы — нелетальными, специальными боеприпасами для вышибания дверей.